# Sultan Tucker
Sultan Tucker  (ur. 24 października 1978 w Filadelfii w Stanach Zjednoczonych) – liberyjski lekkoatleta, płotkarz, olimpijczyk z Aten.
W roku 2002 zdobył brązowy medal w biegu na 110 metrów przez płotki na Mistrzostwa Afryki w Lekkoatletyce.
W 2004 reprezentował swój kraj na igrzyskach olimpijskich w Atenach - odpadł w eliminacjach z czasem 13,76 s.

## Rekordy życiowe
| Dystans                               | Wynik (s) | Miejsce      | Data         |
| ------------------------------------- | --------- | ------------ | ------------ |
| bieg na 110 metrów przez płotki       | 13,54     | Saint-Martin | 22 maja 2004 |
| bieg na 60 metrów przez płotki (hala) | 7,69      | Fayetteville | 9 marca 2001 |

Wynik z Fayetteville jest rekordem kraju, Tucker jest także rekordzistą Liberii na 110 metrów przez płotki (13,61 w 2005).